# Дугін Олександр Гелійович
Олекса́ндр Ге́лійович Ду́гін (7 січня 1962 , Москва ) — російський філософ, політик, політолог, публіцист фашистського штибу, ідеолог неоєвразійства та рашизму, засновник та лідер «Міжнародного євразійського руху». Автор рашистської геополітичної книги «Основи геополітики: геополітичне майбутнє Росії», яка на думку багатьох людей вплинула на політику нинішньої Росії щодо України. На думку багатьох спостерігачів, Олександр Дугін сповідує праворадикальні, екстремістські, терористичні та ультранаціоналістичні імперські ідеї.
Почесний професор Євразійського національного університету ім. Гумільова (Нур-Султан) і Тегеранського університету. Запрошений професор Південного федерального університету РФ.
Фігурант фінансових санкцій США проти осіб, винних в агресії проти України. Занесений до переліку осіб, що створюють загрозу нацбезпеці України. Фігурант бази центру «Миротворець». З 7 січня 2023 року перебуває під санкціями РНБО за антиукраїнську діяльність.

## Біографія
Народився 7 січня 1962 року в Москві. 1979 року вступив до Московського авіаційного інституту (МАІ), проте був відрахований з другого курсу за неуспішність (згодом, при захисті дисертації, представив у Вчену раду РДУ диплом про закінчення заочного відділення Новочеркаського інженерно-меліоративного інституту).
У 1980 році разом із Гейдаром Джемалем вступив до гуртка «Чорний орден СС», який створив і очолив (обравши звання «рейхсфюрера») містик, один з перших російських «нових правих» Євген Головін; саме учнем Головіна він себе і вважає.
Разом із Гейдаром Джемалем Дугін вступив 1988 року до Національно-патріотичного фронту «Пам'ять» Дмитра Васильєва, але потім був вигнаний із цієї організації, за офіційним формулюванням, за те, що «контактував і контактує з представниками емігрантських дисидентських кіл окультистсько-сатанинського спрямування, зокрема, із якимсь письменником Мамлєєвим». Разом із Едуардом Лимоновим і Єгором Лєтовим був одним зі співзасновників Націонал-більшовицької партії Росії. 1989 року входив до групи «Рух інтелектуальних консерваторів» Ігоря Дудинського. У період з 1990 до 1992 року працював із розсекреченими архівами КДБ, на основі яких підготував низку газетних, журнальних статей, книг і телепередачу «Таємниці століття», що транслювалася на Першому каналі.
З 1993 до 1998 року — ідеолог та один із лідерів Націонал-більшовицької партії. За словами Едуарда Лимонова, Дугін вийшов із НБП через те, що звинуватив чотирьох націонал-більшовиків у крадіжці у нього 248 рублів. За оцінкою ж самого Дугіна, розрив стався з ідеологічних розбіжностей, зокрема через відсутність у Лимонова чітко вираженої політичної позиції. З листопада 2003 року — лідер Міжнародного євразійського руху (рос. Международное евразийское движение, МЕД).
З березня 2008 року є неофіційним ідеологом партії «Єдина Росія», згідно з інформацією на офіційному сайті МЕД. Також із березня 2012 року — член Експертно-консультативної ради при голові Держдуми Росії С. Наришкіні.
Під час широкомасштабного вторгнення Росії в Україну в 2022 році Дугін спершу привернув широку увагу своєю оцінкою значення острова Зміїний у червні. Дугін надавав йому сакрального значення, пишучи: «Там розташовувалося найдавніше святилище Аполлона. Хто контролює Зміїний, той контролює хід світової історії».
Дугін став широко відомий за межами Росії після загибелі його доньки 20 серпня 2022. Вона загинула від вибуху в автомобілі, що спричинило різні припущення: від замаху українських або російських спецслужб на Дугіна й до того, що він сам убив свою дочку аби виставити її мученицею та виправдати подальшу російську агресію.

## Сім'я
Батько — Гелій Олександрович Дугін (1935—1998) — кандидат юридичних наук, генерал-лейтенант Головного розвідувального управління Генштабу Збройних сил СРСР, працював у Російській митній академії, мати — Галина Вікторівна Дугіна (Онуфрієнко) (1937—2000) — лікар, кандидат медичних наук. Проживала у Москві.
Олександр Дугін був одружений з Євгенією Дебрянською. Одружений із Наталією Мелентьєвою. Має сина Артура, 1985 року народження, та доньку Дар'ю (вбита 20 серпня 2022).

## Головні праці
- Метафізика Благої Звістки (рос. Метафизика Благой Вести, 1996)
- Онови геополітики: геополітичне майбутнє Росії (рос. Основы геополитики: геополитическое будущее России, 1997)
- Філософія Традиціоналізму (рос. Философия Традиционализма, 1999)
- Абсолютна Батьківщина (рос. Абсолютная Родина, 1999)
- Еволюція парадигмальних засад науки (рос. Эволюция парадигмальных оснований науки, 2002)
- Проєкт «Євразія» (рос. Проект "Евразия", 2004)
- Попкультура і знаки часу (рос. Поп-культура и знаки времени, 2005)
- Геополітика постмодерну (рос. Геополитика постмодерна, 2007)
- Суспільствознавство для громадян Нової Росії (рос. Обществоведение для граждан Новой России, 2007)
- Постфілософія (рос. Постфилософия, 2009)
- Четверта політична теорія (рос. Четвёртая политическая теория, 2009)
- Соціологія уяви (рос. Социология воображения, 2010)
- Логос і міфос (рос. Логос и мифос, 2010)
- Міфоманія (рос. Мифомания, 2010) — разом є Євгеном Головіним
- Соціологія російського суспільства. Росія між Хаосом і Логосом (рос. Социология русского общества. Россия между Хаосом и Логосом, 2011)
- Радикальний суб'єкт і його дубль (рос. Радикальный субъект и его дубль, 2013)
- Тамплієри пролетаріату (рос. Тамплиеры пролетариата, 2013)
- У пошуках Темного Логосу (рос. В поисках темного Логоса, 2013)
- Філософія війни (рос. Философия войны, 2013)
- Мартін Гайдеггер. Можливості російської філософії (рос. Мартин Хайдеггер. Возможность русской философии, 2013)
- Ноомахія: війни розуму. Три Логоса: Аполлон, Діоніс, Кібела (рос. Ноомахия: войны ума. Три Логоса: Аполлон, Дионис, Кибела, 2014)
- Нова формула Путіна. Основи етичної політики (рос. Новая формула Путина. Основы этической политики, 2014)
- Війна континентів. Сучасний світ в геополітичній системі координат (рос. Война континентов. Современный мир в геополитической системе координат, 2014)
- Євразійський реванш Росії (рос. Евразийский реванш России, 2014)
- Україна. Моя війна. Геополітичний щоденник (рос. Украина. Моя война. Геополитический дневник, 2015)
- Ноомахія. Війни розуму. Англія чи Британія? Морська місія і позитивний суб'єкт (рос. Ноомахия. Войны ума. Англия или Британия? Морская миссия и позитивный субъект, 2017)
- Ноомахія. Війни розуму. Велика Індія. Цивілізація Абсолюту (рос. Ноомахия. Войны ума. Великая Индия. Цивилизация Абсолюта, 2018)[52]

## Оцінки діяльності

Країни, в яких Дугін під санкціями

Дугіна часто описують як головного ідеолога путінської Росії, представника й натхненника сучасного євразійства, що ідейно обґрунтував потребу у війні Росії проти Грузії в 2008 році та проти України з 2014 року. Іноді його характеризують як окультного письменника, «Распутіна Путіна», «мозок Путіна». Фактичний вплив Дугіна на погляди Путіна є предметом дискусій. Деякі російські експерти називають його «духовним порадником Путіна», а інші, здебільшого в Москві, кажуть, що він не настільки впливова особа і лише прагне виглядати близьким до Кремля задля особистої вигоди.
Ідеї Дугіна схвалювали такі громадські та політичні діячі Росії як журналіст Першого каналу Михайло Леонтьєв, співробітник Адміністрації Президента РФ Іван Демидов, професор СПбГУ Юрій Солонін, ведучий програми «Судіть самі» (рос. Судите сами) Першого каналу Максим Шевченко.
У 2014 році в Росії відбувся збір підписів за звільнення професора факультету соціології МДУ та лідера міжнародного євразійського руху Олександра Дугіна через публічні заклики вбивати українців: «ми вважаємо, що публічна діяльність „професора“ Дугіна несумісна із займаним ним постом у системі державної освіти, завдає шкоди образу російської науки й статусу МДУ ім. Ломоносова».
Російський громадський і церковний діяч, протодиякон Андрій Кураєв називав вчення Дугіна окультним і таким, що прагне перетворити православ'я на революційно-терористичну ідеологію.
За переконанням колишнього депутата Державної думи РФ Іллі Пономарьова, Дугін причетний до організації вбивства українських полонених в Оленівці.

## Згадки в масовій культурі
- У збірнику новел Віктора Пелевіна «П5: Прощальні пісні політичних пігмеїв Піндостана» (2008) як персонаж на ім'я Дюпен.
- У фільмі «Generation П» Іван Охлобистін грає роль бородатого націоналіста, в якому легко впізнається Дугін[65].

## Перформанси
- FINIS MUNDI[66] — Цикл театралізованих музично-філософських постановок, які йшли в 1997—1998 року на Радіо 101.
- «Богема против НАТО (1998)»[67] — відео-арт, перформанс за участю ноиз-виконавців CISFINITUM, Олексія Борисова, Павла Жагуна і арт-групи «Север».
- Barbarossa Umtrunk — Tagebuch eines Krieges (2005—2015)[68] — музичний альбом у стилі індастріал і дарк-ембієнт, вийшов на німецькому лейблі SkullLine.